# Grand cru

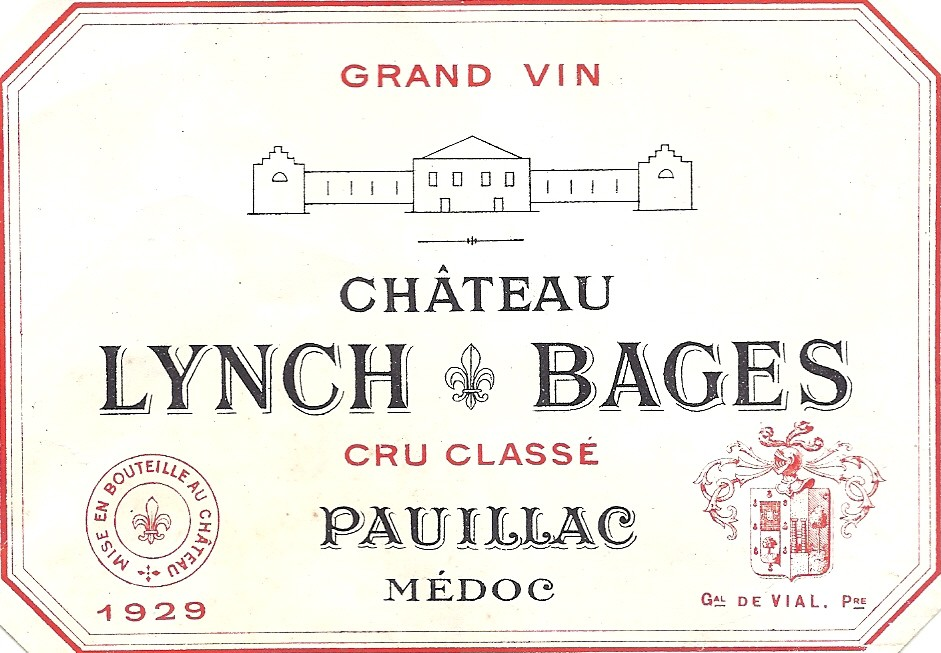
Etichetta di una bottiglia di Château Lynch-Bages, uncru classificato di Bordeaux.

Grand cru è un'espressione usata per designare un prodotto di qualità superiore. Può essere informale o inquadrata dalla legislazione in alcuni casi.
Questo termine è utilizzato in particolare per designare un vino proveniente da un vigneto particolarmente riconosciuto. Il prestigio ad esso associato porta al suo utilizzo anche per altri prodotti, come cioccolato, birra, formaggio, tè, caffè e tabacco.

## Grandi annate di vino
Nei vigneti francesi e svizzeri, ci sono Appellation d'origine contrôlée e menzioni "grand cru", il cui utilizzo è disciplinato da specifiche normative più restrittive rispetto ad altri vini.

### Vigneti tedeschi
Il termine Großes Gewächs (grand cru) è utilizzato da due associazioni di viticoltori, la Verband Deutscher Prädikats-und Qualitätsweingüter e la Bernkasteler Ring (solo nella Mittelmosel) per differenziarsi da altri vini considerati di minore qualità.
Questi includono lo Schloss Johannisberg nel Rheingau e lo Scharzhofberg nella regione vinicola della Mosella-Saar.

### Vigneti alsaziani
In Alsazia, 51 denominazioni differenti hanno diritto alla menzione "Alsace grand cru" sulle loro etichette. Ognuna porta il nome di una località, dove il pendio è più ripido e il suolo più magro rispetto al nome generico Alsazia AOC; ci sono anche specifiche più rigorose: kaefferkopf, rangen, schlossberg, sonnenglanz, zinnkoepflé, zotzenberg e altre.

### Vigneti bordolesi
Tra i vini di Bordeaux, le proprietà più famose beneficiano di una classificazione specifica del loro vino. Sulla riva sinistra (denominazioni Barsac, Haut-Médoc, Margaux, Pauillac, Pessac-Léognan, Saint-Estèphe Saint-Julien e Sauternes). La Classificazione ufficiale dei vini di Bordeaux del 1855 divideva 61 zone (58 nel 1855) tra il primo, il secondo, il terzo, quarto e quinto grado di cru: Château Lagrange, Château Climens, Château Cos d'Estournel, Château Margaux, Château Haut-Brion, Château Lafite Rothschild, Château d'Yquem e altri.
Sulla sponda destra c'è la denominazione Saint-Emilion-Grand-Cru, che come bonus pubblica una classificazione tra "premier grands crus classificato A", "premier grand cru classificatoi B" e e "grand cru classificati": Château Ausone, Château Cheval Blanc, Château Angélus, Château-Figeac, e altri.

### Vigneti della Borgogna

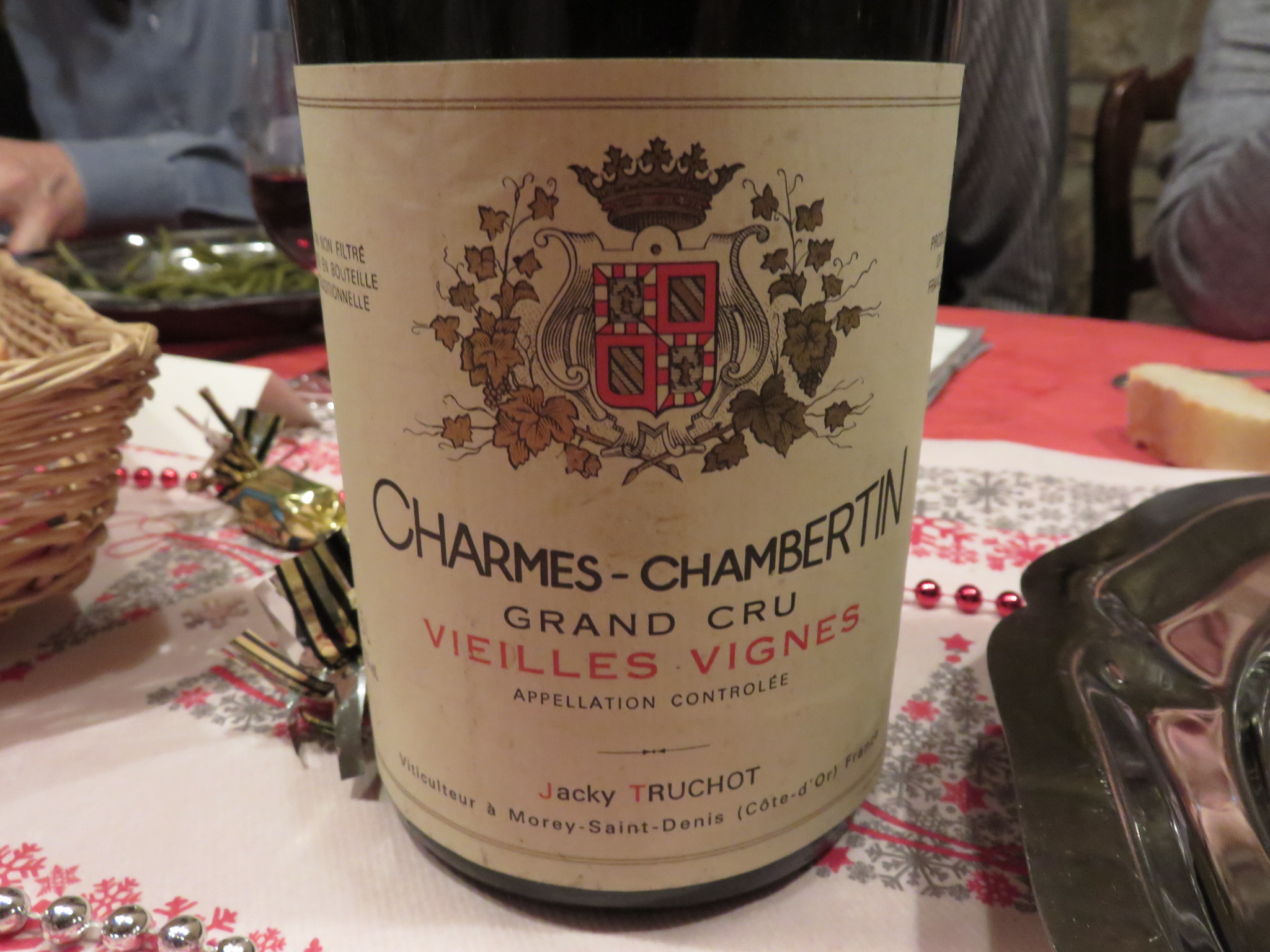
Primo piano su una bottiglia di Charmes-Chambertin, uno dei Grand cru di Borgogna.

In Borgogna, i grand cru costituiscono la categoria più prestigiosa nella gerarchia delle denominazioni della regione. Si tratta di 33 denominazioni "grand cru", ciascuna corrispondente a un climat (una località) composta da uno o più appezzamenti: Chambertin, Clos-Saint-Denis, Musigny, Clos-de-Vougeot, Romanée-Conti, Corton-Charlemagne, Montrachet e altri.

### Vigneti catalani
A Roussillon, la denominazione Banyuls ha diritto alla menzione "grand cru" per alcuni dei suoi vini.

### Vigneti dello Champagne
Nella denominazione champagne la menzione "grand cru" è riservata ai vini ottenuti da uve provenienti esclusivamente da 17 comuni: Sillery, Bouzy, Cramant, Aÿ-Champagne e altri.

### Vigneti di Samo
In Grecia, sull'isola di Samo a est del Mar Egeo, il Muscat de Samos, un vino dolce naturale prodotto esclusivamente da moscato bianco a grani piccoli, può essere etichettato "grand cru" solo per una parte eccezionale e selezionata del vigneto situato nel nord dell'isola ad un'altitudine di oltre 400 m alle pendici del Monte Ampelos.

### Vigneti della Loira
Dal 2011, i vini della denominazione quarts-de-chaume di Rochefort-sur-Loire possono avere la menzione "grand cru" sulle loro etichette, formando così una gerarchia con le denominazioni Chaume (premier cru) e Coteaux-du-Layon (denominazione generica).

### Vigneti svizzeri
In Svizzera, due denominazioni portano il nome di "grand cru": Calamin grand cru e Dézaley grand cru, prodotti su ripidi pendii disposti a terrazze sulle rive del Lago di Ginevra, a Épesses e Puidoux, nel Canton Vaud.
Oltre a queste due AOC, c'è anche il "grand cru Salgesch" prodotto a Salgesch nel Canton Vallese.

## Birre

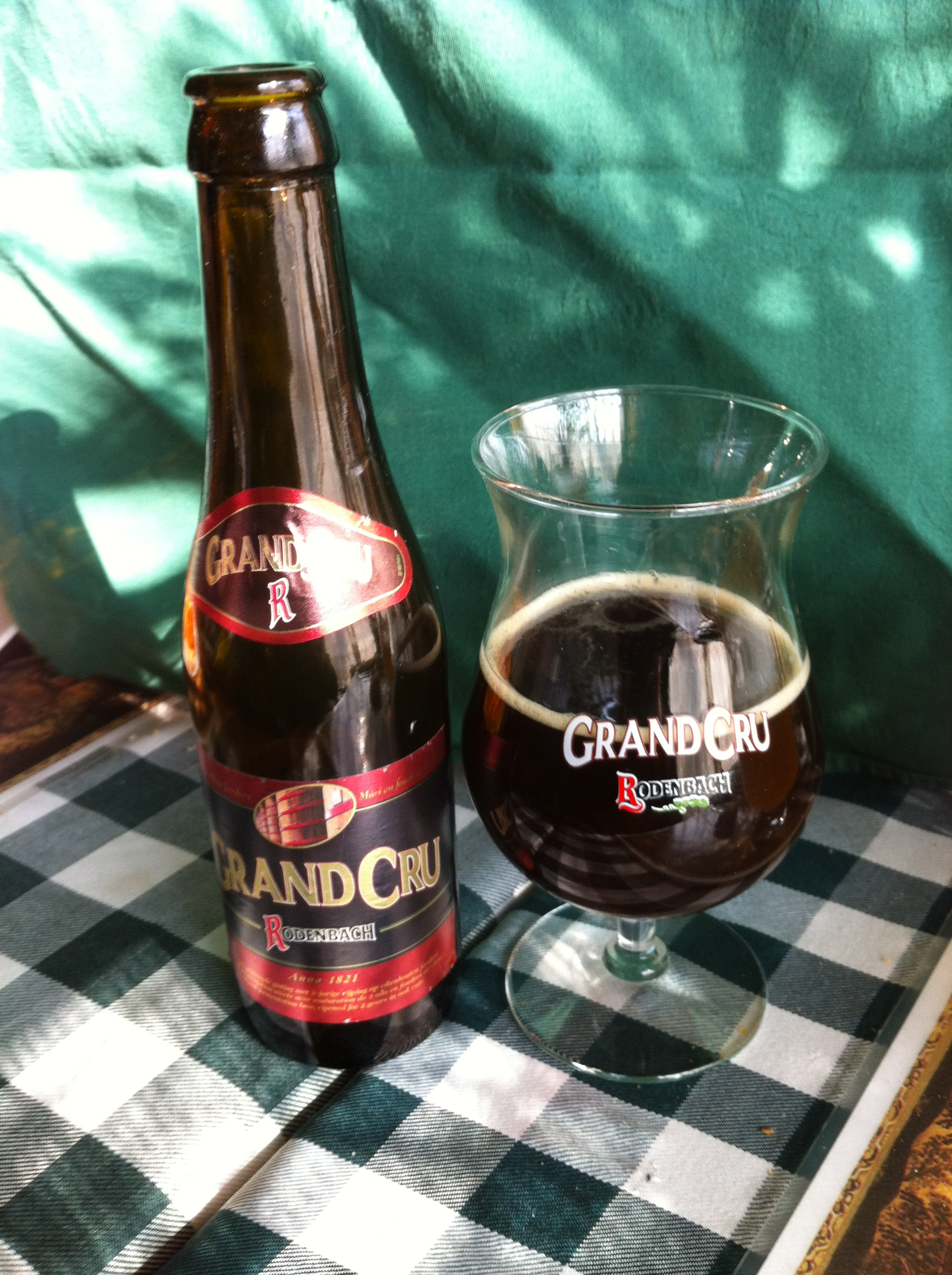
Birra Rodenbach "grand_cru"

In Belgio e negli Stati Uniti, diversi birrifici hanno denominato una delle loro birre con le parole "grand cru", in francese, come Hoegaarden Grand Cru del birrificio Hoegaarden, la Cuvée René Grand Cru di Lindemans, il St Feuillien Grand Cru e il Rodenbach Grand Cru.

## Formaggi
L'Abbazia di Notre-Dame de Scourmont ha i suoi formaggi prodotti a Baileux, tra cui Chimay Grand Cru . Per promuovere i loro prodotti, anche i produttori di molti altri formaggi nel mondo usano il termine "rand cru" come ad esempio Emmental, Rocamadour, Bethmale, Aletsch, Grimbergen o Flandrien.

## Caffè
Il marchio Nespresso utilizza l'espressione "grand cru" per designare parte della sua gamma di cialde di caffè.

## Tè
La menzione "grand cru" per il tè corrisponde ad una particolare identificazione della sua origine, che può essere l'anno di raccolta ( vintage), le condizioni agro-climatiche di coltivazione (terroir), o la cultivar utilizzata.

## Cioccolato
La menzione "grand cru" per il cioccolato corrisponde ad una particolare identificazione della sua origine, che può essere il luogo di coltivazione, o la varietà di albero del cacao utilizzata.

## Altri settori
Il termine è usato in aree diverse:
- il nome della compagnia aerea charter lituana Grand Cru Airlines;
- il nome di un sistema di crittografia, Grand Cru (cipher);
- il titolo di un album rap danese, Grand Cru;
- il titolo di un album del rapper Deen Burbigo nel 2017, Grand Cru;
- il titolo di un cortometraggio americano, Grand Cru;
- nella denominazione di diversi commercianti di vino, come Grands Crus Paris[8] o  Europa GrandCru[9], ecc. ;
- nel titolo di diversi romanzi e fumetti, Grand cru Classé (Jean Riffard, 2004), Grand cru Classé et noir plot (William Olivier Desmond, 2013), Cousinade grand cru (Françoise Poitou, 2014), Grands crus in acque agitate (Laurent Panetier & Georges Van Linthout, 2017), Les grands crus classés de Fluide Glacial (Christian Binet, 2017), Grand cru déclassé: appellation "Charlie"-"Hara-Kiri" contrôlée (Gérard Descrambe e Dominique Hutin, 2018).